# 鳩町まめっこイグニッションズ
『鳩町まめっこイグニッションズ』（はとまちまめっこイグニッションズ）は、櫻太助による日本の4コマ漫画作品。
『まんがタイムきららキャラット』（芳文社）にて2005年11月号から2008年9月号まで連載されていた。

## あらすじ
超天然お嬢様のほんのきまぐれで誕生した警備隊「鳩町まめっこイグニッションズ」。仲間と力を合わせてあらゆる危機から町を守るために奮闘するつもりが、気がついたら町の「何でも屋」に。そして今回も町の困っている人の依頼を解決するために「鳩まめ」は奮闘する。

## 主な登場人物
清徳院 恋歌（せいとくいん れんか）
天然ノーテンキお嬢様。自他共に認めるトラブルメーカー。「密着警察犬24時」を見て「金にあかして面白い事がしたい」と思い立ち、警備隊「鳩町まめっこイグニッションズ」を作る。警備隊の仕事について「悪と戦う」と答えた。すでに「警備隊」からは離れ、「何でも屋」になっているが、「警備隊」の方が格好いいので名前はそのままにしている。月9も好きだが基本は土6（アニメ）。
春日部 あまね（かすかべ あまね）
忠誠心あふれる子守役。幼い頃から恋歌に仕える。どS疑惑あり。一度使用人スイッチが入るとなかなか戻らない。基本的には清徳院家に住み込みだが、月に何日か実家に帰る。清徳院家特製腕力強化ブースターを持つ。実は、「警備隊」は危ないから、と意図的に方向をずらしている張本人であり、鳩まめはあまねなしでは成り立たない。ダイエットに挑戦したこともあるが、リバウンドしたらしい。
御寺 浅葱（みてら あさぎ）
俊足クールメガネっ娘。あまねと同じクラスで全国を期待された元陸上部のホープ。清徳院家特製脚力強化ブースターを持つ。両親は海外赴任中で、一人暮らし中。そのため、寂しがりやの一面を見せることもある。陸上部部長のアタックに押されて陸上部に間借り入部する。あまねの「…左手はそえるだけ…」という言葉から「リバウンド（王）」に気づく。将来の夢はおよめさん。
出雲 澪（いずも みお）
自称ライバル、ツンデレお嬢様。旧くから出雲家と清徳院家はライバルで恋歌にだけは負けないように言われてきた。初等部2年からイギリス留学をしていたが、帰国。つれないような態度をとるが、遊びに行ったときの写真に全てピースを出すなど、実は「鳩まめ」を楽しんでいる。トラブルに足をつっこむ性格のようで、恋歌とはいいコンビ。多少なりとももてなそうと作ったタマゴ焼きは殺人級だったが、後に美味しいものを作れるようになる。お琴は生田流。
ミュー
癒し系アンドロイド。恋歌に清徳院家に捨てられていたのを拾われた。名付け親も恋歌だが「ミュータント」から「ミュー」と名づけられた。清徳院技術開発部に修理された際、猫耳オプションがつく。通称、「（開発部の）夢と希望」。しっぽオプションも後に追加されるが、この通称は「ロマン」。オプションは両方とも着脱式である。恋歌から教わったロボット三原則は「いい子にする」「お手伝いをする」「廊下を走らない」。

## その他の情報
鳩和学園
ミュー以外の4人が通う学校。この学校の生徒からの依頼も多い。あまねと浅葱は1年3組、恋歌は2年A組。アルファベットクラスがあるのは2年進級時のコース分けの違いで、陸上部速見部長は数字クラス。

## 書誌情報

### 単行本
芳文社より「まんがタイムKRコミックス」として刊行されている。
1. 第1巻（2008年2月12日発行） ISBN 978-4-8322-7677-2